# 믹 폴리
믹 폴리(Mick Foley)는 본명은 마이클 프랜시스 폴리(Michael Francis Foley, 1965년 6월 7일 ~ )다. 미국의 남자의 프로레슬링선수자 1983년 프로레슬링 입문을 한 그는 2013년에 WWE 명예의 전당에 헌액되었고 그와 동시에 프로레슬링을 은퇴하였다. 테리 펑크, 랍 밴 댐과 못지 않는 하드코어의 전설로 불리는 전직 프로레슬링선수로 WWE, 월드 챔피언십 레슬링, 익스트림 챔피언십 레슬링 그리고 TNA 등 모두 활동한 적이 있었다. 그는 3가지 기믹을 가지고 있었으며 맨카인드(Mankind), 캑터스 잭(Cactus Jack), 두드 러브(Dude Love)로 활약을 펼쳤다. 그리고 피니쉬는 더블 언더훅 DDT, 캑터스 엘보우(다이빙 엘보우 드롭), 드릴 어 홀 파일 드라이버(풀링 파일드라이버), 스윗트 신 뮤직(슈퍼킥 투 신), 맨디블 클로우(미스터 샥코/러브 핸들)로 피니쉬를 5가지나 사용한다. 과거에 하드코어한 경기로 한쪽 귀가 로프에걸려 절단당했을 만큼 그는 하드코어 경기의 살아있는 전설과 같은 존재였다.
- 키 188cm

- 몸무게: 130kg

## 챔피언십 경력
- CWA 태그팀 챔피언 - 1회
- 노스 아메리칸 챔피언 - 3회
- IWA 월드 태그팀 챔피언 (IWA 일본 버전) - 1회
- NAW 헤비웨이트 챔피언 - 1회
- NWL 헤비웨이트 챔피언 - 1회
- OMW 노스 아메리칸 헤비웨이트 챔피언 - 1회
- SCW 헤비웨이트 챔피언 - 1회
- SCW 태그팀 챔피언 - 1회
- USWA 월드 태그팀 챔피언 - 1회
- WCWA 월드 라이트 헤비웨이트 챔피언 - 1회
- WCWA 월드 태그팀 챔피언 - 2회
- ECW 월드 태그팀 챔피언 - 2회
- WCW 월드 태그팀 챔피언 - 1회
- WWE 챔피언 - 3회
- WWE 월드 태그팀 챔피언 (구 버전) - 8회
- WWE 하드코어 챔피언 - 1회
- TNA 월드 헤비웨이트 챔피언 - 1회
- TNA 킹 오브 더 마운틴 챔피언 - 1회

## 기타 경력
- WWE 커미셔너 1회
- WWE RAW 단장 2회 (공동 1회, 개별 1회)

## 출연 작품
- 피넛 버터 팔콘 - 제이콥 역